# Clan Campbell (whisky)
Pour l’article homonyme, voir Clan Campbell.

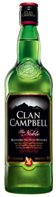
Bouteille de Clan Campbell.

Clan Campbell est une marque de blended scotch whisky créée en 1984 appartenant au groupe Pernod Ricard. La marque vend 1 million de caisses de whisky par an. Produit par Chivas Brothers, filiale du géant Pernod Ricard, le whisky, issu du mariage d'une sélection de whiskies de grain et de malt, est distillé, vieilli dans les Highlands en fûts de chêne au minimum trois ans puis assemblé. Clan Campbell n'est pas commercialisé au Royaume-Uni, en revanche la marque occupe la première place sur le marché français et on la trouve aussi en Italie, en Espagne et dans certains pays asiatiques.

## Histoire
Malgré son jeune âge, les origines du Clan Campbell sont liées au patrimoine écossais, grâce notamment à une habile stratégie commerciale et à sa relation avec le Duc d'Argyll, chef du Clan.
Ironiquement, le vestige considéré comme la trace la plus ancienne de distillation de whisky, un serpentin d'alambic, a été retrouvé sur les lieux de la distillerie,.

## Gamme Clan Campbell
Titrant 40°, il existe dans les formats 2 cl, 20 cl, 35 cl, 70 cl, 1 L, 1,5 L, 2 L et 4,5 L.
- Original ‘The Noble’
- The dark